# Phil Lesh
Philip Chapman Lesh (Berkeley, 15 de marzo de 1940-25 de octubre de 2024), conocido como Phil Lesh, fue un músico estadounidense, uno de los fundadores de Grateful Dead, agrupación en la cual tocó el bajo por alrededor de treinta años. Después de la separación de la banda en 1995, Lesh continuó con la tradición de Grateful Dead liderando el proyecto Phil Lesh and Friends, donde interpretaba versiones de su antiguo grupo.

## Discografía

### Grateful Dead
- The Grateful Dead (1967)
- Anthem of the Sun (1968)
- Aoxomoxoa (1969)
- Live/Dead (1969)
- Workingman's Dead (1970)
- American Beauty (1970)
- Grateful Dead (1971)
- Europe '72 (1972)
- History of the Grateful Dead, Volume One (Bear's Choice) - (1973)
- Wake of the Flood (1973)
- From the Mars Hotel (1974)
- Blues for Allah (1975)
- Steal Your Face (1976)
- Terrapin Station (1977)
- Shakedown Street (1978)
- Go to Heaven (1980)
- Reckoning (1981)
- Dead Set (1981)
- In the Dark (1987)
- Dylan & the Dead (1989)
- Built to Last (1989)
- Without a Net (1990)